# Forcipomyia oxyria
Forcipomyia oxyria är en tvåvingeart som beskrevs av Yu och Liu 1985. Forcipomyia oxyria ingår i släktet Forcipomyia och familjen svidknott. Inga underarter finns listade i Catalogue of Life.